# Baku (mytologisk gestalt)

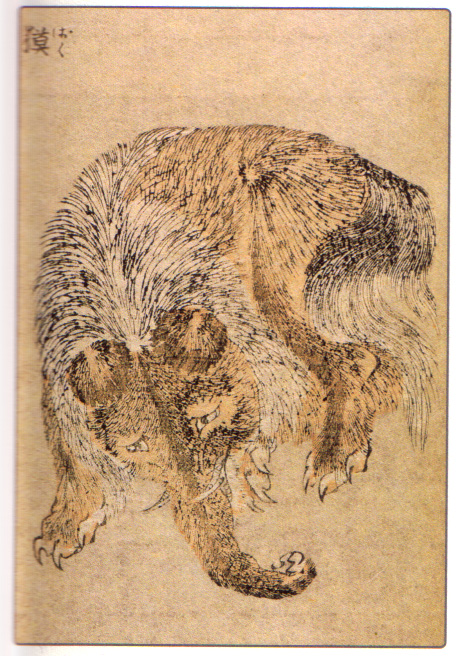
Bild på en baku av Katsushika Hokusai.

Baku är en japansk mytisk varelse med en viktig roll. Den slukar människors mardrömmar, vilka är dess huvudsakliga föda. Baku är inte vacker att se, men lätt att känna igen. Den har ett hårigt elefanthuvud, kort snabel, betar, en lockig kosvans, man och ett lejons kropp.
Den är ett uppskattat netsuke-motiv.